# 무헤레스 엥가냐다스
《무헤레스 엥가냐다스》(스페인어: Mujeres engañadas)은 1999년 방영된 멕시코의 텔레노벨라이다.